# Asmus Nicolai Clausen
Asmus Nicolai Niko Clausen (2 de Junho de 1911 - 16 de Maio de 1943) foi um oficial da Kriegsmarine que serviu durante a Segunda Guerra Mundial.

## História
Nicolai Clausen iniciou a sua carreira militar na Reichsmarine no mês de Outubro de 1929, permanecendo durante muitos anos em torpedo boats (T-185 e G-10) e na escola da marinha (Segelschulschiff) Gorch Fock. Foi transferido para a força U-Boot no mês de Setembro de 1935 onde ele passou por vários meses de treinamento até entrar no U-26 no mês de Abril de 1936, estando sob comando do Kptlt. Werner Hartmann.
Entrou para a Escola da Marinha de Mürwik (em alemão: Marineschule Mürwik) no mês de março de 1937 onde ele passou por diversos treinamentos nos meses seguintes. Nos próximos dois anos serviu no Cruzador Admiral Graf Spee e no minesweeper M-134.
Com o início da Segunda Guerra Mundial, Clausen foi requisitado pelo seu antigo comandante Werner Hartmann e se tornou o 1º Oficial de Observação do U-37, com o qual completou três patrulha sendo a maior parte deste tempo no Atlantico, tendo recebido a Cruz de Ferro de 2ª Classe após ter completado a primeira patrulha, condecoração esta que recebeu pessoalmente de Karl Dönitz.
Clausen deixou o U-Boot no verão de 1940 e no mês de Agosto de 1940 comissionou o Submarino alemão Tipo IID U-142. Porém passou pouco tempo no U-142 e logo retornou para o U-37 onde substituiu o comandante Victor Oehrn. Nas próximas patrulhas, Niko Clausen afundou 12 embarcações inimigas. No mês de Maio de 1941 ele deixou o comando do U-37, já que este já estava obsoleto e se tornou um submarino de treinamento. Após terem passado três semanas, ele comissionou o U-129.
As suas três primeiras patrulhas com o U-129 não tiveram nenhum sucesso, mas na quarta patrulha, Clausen afundou em águas caribenhas sete embarcações inimigas, totalizando 25,613 toneladas, devido a este fato, recebeu durante esta patrulha a Cruz de Cavaleiro da Cruz de Ferro. Após o término desta patrulha no mês de Maio de 1942, ele deixou o comando deste U-Boot, que foi assumido por Hans-Ludwig Witt.
No mês de Julho de 1942, Kptlt. Niko Clausen comissionou o U-182, conseguindo na sua primeira patrulha afundar 5 embarcações inimigas totalizando 30,071 toneladas, mas enquanto ele voltava desta patrulha, o U-182 foi afundado pelo destroyer norte-americano USS Mackenzie no dia 16 de Maio de 1943, matando além do comandante Clausen, toda a sua tripulação.

## Carreira

### Patentes
| 1 de Maio de 1937    | Fähnrich zur See                |
| 1 de Outubro de 1937 | Oberfähnrich zur See            |
| 1 de Abril de 1939   | Leutnant zur See                |
| 1 de Abril de 1939   | Oberleutnant zur See            |
| 1 de Janeiro de 1941 | Kapitänleutnant                 |
| 5 de Abril de 1945   | Korvettenkapitän (postumamente) |

### Condecorações
| 18 de Abril de 1940     | Badge de Guerra dos U-Boot 1939    |
| 28 de Fevereiro de 1940 | Cruz de Ferro 2ª Classe            |
| 10 de Junho de 1940     | Cruz de Ferro 1ª Classe            |
| 13 de Março de 1942     | Cruz de Cavaleiro da Cruz de Ferro |

### Patrulhas
|       | U-Boot | Partida     | Partida | Chegada     | Chegada  | Dias     | Toneladas |
| ----- | ------ | ----------- | ------- | ----------- | -------- | -------- | --------- |
| 1     | U-37   | 28 Nov 1940 | Lorient | 7 Jan 1941  | Lorient  | 41 dias  | 11,201    |
| 2     | U-37   | 30 Jan 1941 | Lorient | 18 Fev 1941 | Lorient  | 20 dias  | 4,781     |
| 3     | U-37   | 27 Fev 1941 | Lorient | 22 Mar 1941 | Kiel     | 24 dias  | 3,141     |
| 4     | U-129  | 23 Jul 1941 | Kiel    | 24 Jul 1941 | Horten   | 2 dias   |           |
| 5     | U-129  | 3 Ago 1941  | Horten  | 30 Ago 1941 | Lorient  | 28 dias  |           |
| 6     | U-129  | 27 Set 1941 | Lorient | 8 Out 1941  | Lorient  | 12 dias  |           |
| 7     | U-129  | 21 Out 1941 | Lorient | 28 Dez 1941 | Lorient  | 69 dias  |           |
| 8     | U-129  | 25 Jan 1942 | Lorient | 5 Abr 1942  | Lorient  | 71 dias  | 25,613    |
| 9     | U-182  | 9 Dez 1942  | Horten  | 16 Mai 1943 | Afundado | 159 dias | 30,071    |
| Total | Total  | Total       | Total   | Total       | Total    | 424 dias | 74 807 t  |

### Sucessos
| Data        | U-Boot | Nome da Embarcação | Toneladas | Nacionalidade   |
| ----------- | ------ | ------------------ | --------- | --------------- |
| 1 Dez 1940  | U-37   | Palmella           | 1,578     | britânico       |
| 2 Dez 1940  | U-37   | Gwalia             | 1,258     | sueco           |
| 2 Dez 1940  | U-37   | Jeanne M           | 2,465     | britânico       |
| 4 Dez 1940  | U-37   | Daphne             | 1,513     | sueco           |
| 16 Dez 1940 | U-37   | San Carlos         | 223       | espanhol        |
| 19 Dez 1940 | U-37   | Rhône              | 2,785     | francês         |
| 19 Dez 1940 | U-37   | Sfax (Q 182)       | 1,379     | francês         |
| 9 Fev 1941  | U-37   | Courland           | 1,325     | britânico       |
| 9 Fev 1941  | U-37   | Estrellano         | 1,983     | britânico       |
| 10 Fev 1941 | U-37   | Brandenburg        | 1,473     | britânico       |
| 7 Mar 1941  | U-37   | Mentor             | 3,050     | grego           |
| 12 Mar 1941 | U-37   | Pétursey           | 91        | is              |
| 20 Fev 1942 | U-129  | Nordvangen         | 2,400     | norueguês       |
| 23 Fev 1942 | U-129  | George L. Torian   | 1,754     | canadense       |
| 23 Fev 1942 | U-129  | Lennox             | 1,904     | canadense       |
| 23 Fev 1942 | U-129  | West Zeda          | 5,658     | norte-americano |
| 28 Fev 1942 | U-129  | Bayou              | 2,605     | panamenho       |
| 3 Mar 1942  | U-129  | Mary               | 5,104     | norte-americano |
| 7 Mar 1942  | U-129  | Steel Age          | 6,188     | norte-americano |
| 15 Jan 1943 | U-182  | Ocean Courage      | 7,173     | britânico       |
| 17 Fev 1943 | U-182  | Llanashe           | 4,836     | britânico       |
| 10 Mar 1943 | U-182  | Richard D. Spaight | 7,177     | norte-americano |
| 5 Abr 1943  | U-182  | Aloe               | 5,047     | britânico       |
| 1 Mai 1943  | U-182  | Adelfotis          | 5,838     | grego           |
| Total       | Total  | Total              | 74 807 t  |                 |